# Aihuis historiska museum

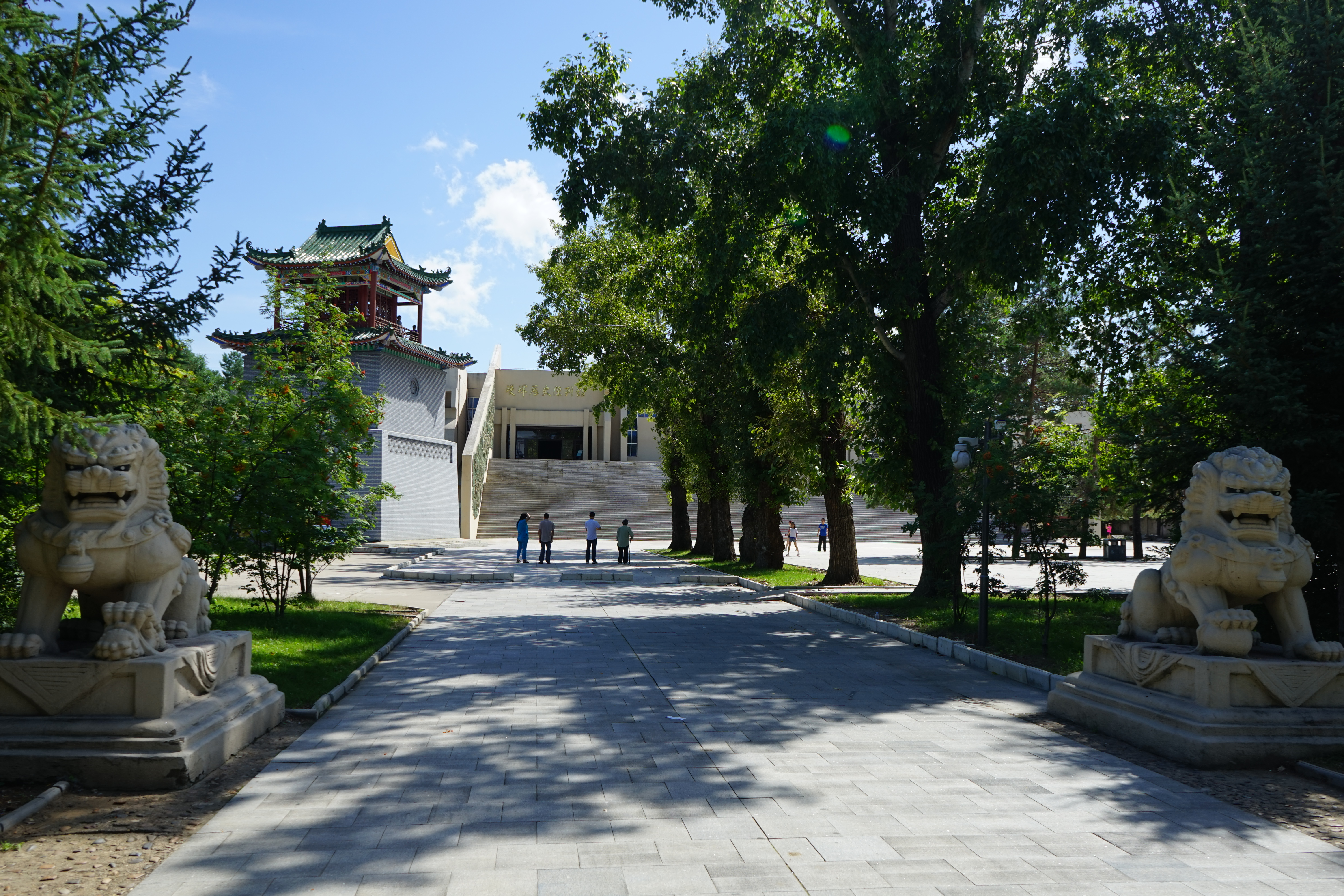
Museiingången

Aihuis historiska museum (kinesiska: 瑷珲历史陈列馆) är ett kinesiskt historiskt museum i Aigun (också känt som Aihui) i Heihe i Heilongjiangprovinsen, som skildrar staden Aihuis (tidigare Aigun) stads historia och gränskonflikterna mellan Ryssland och Kina från 1600-talet om områdena längs Amurfloden.
Museiområdet har en yta på 100 000 kvadratmeter. 

## Bildgalleri

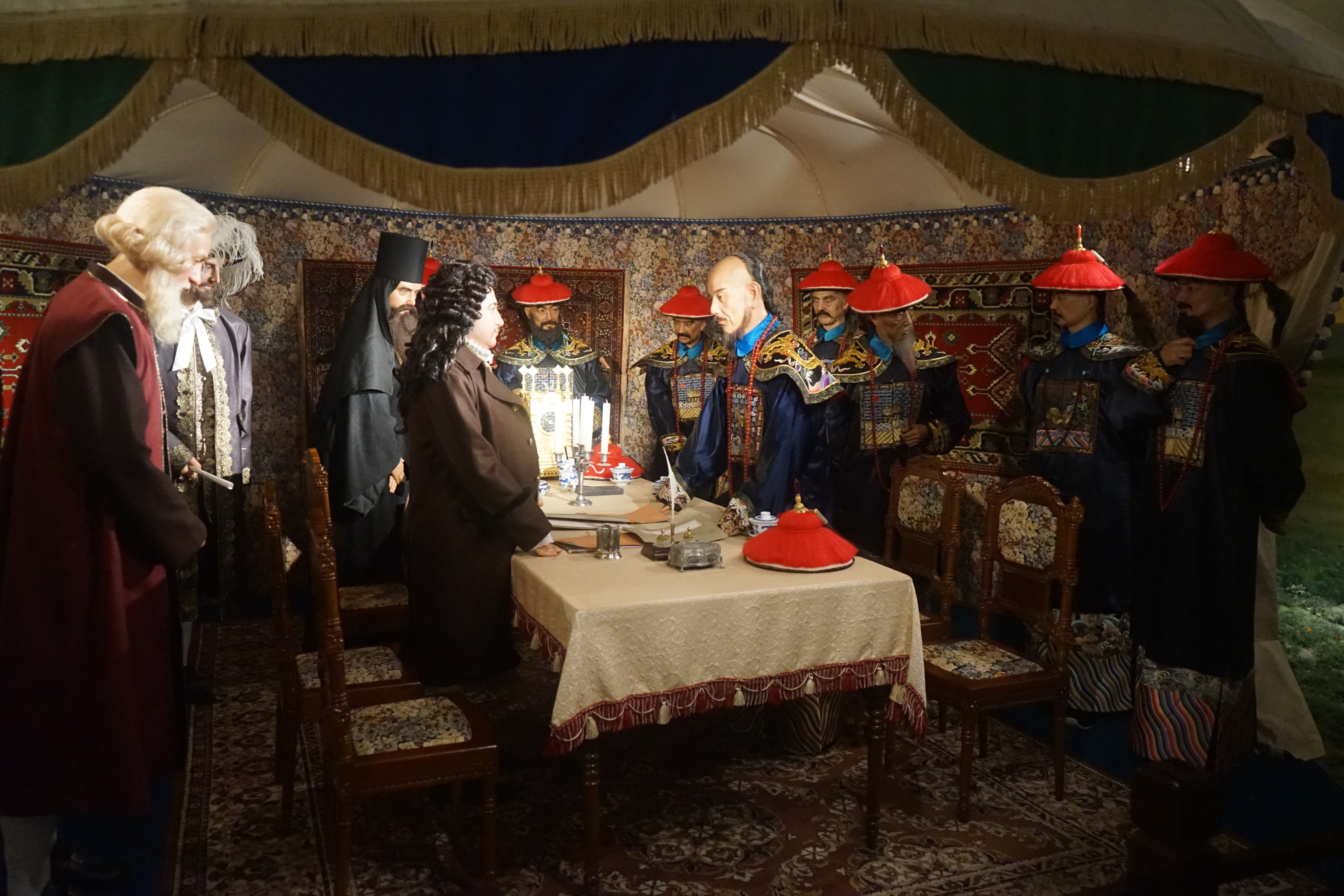
Scen över undertecknandet av Fördraget i Nertjinsk 1689
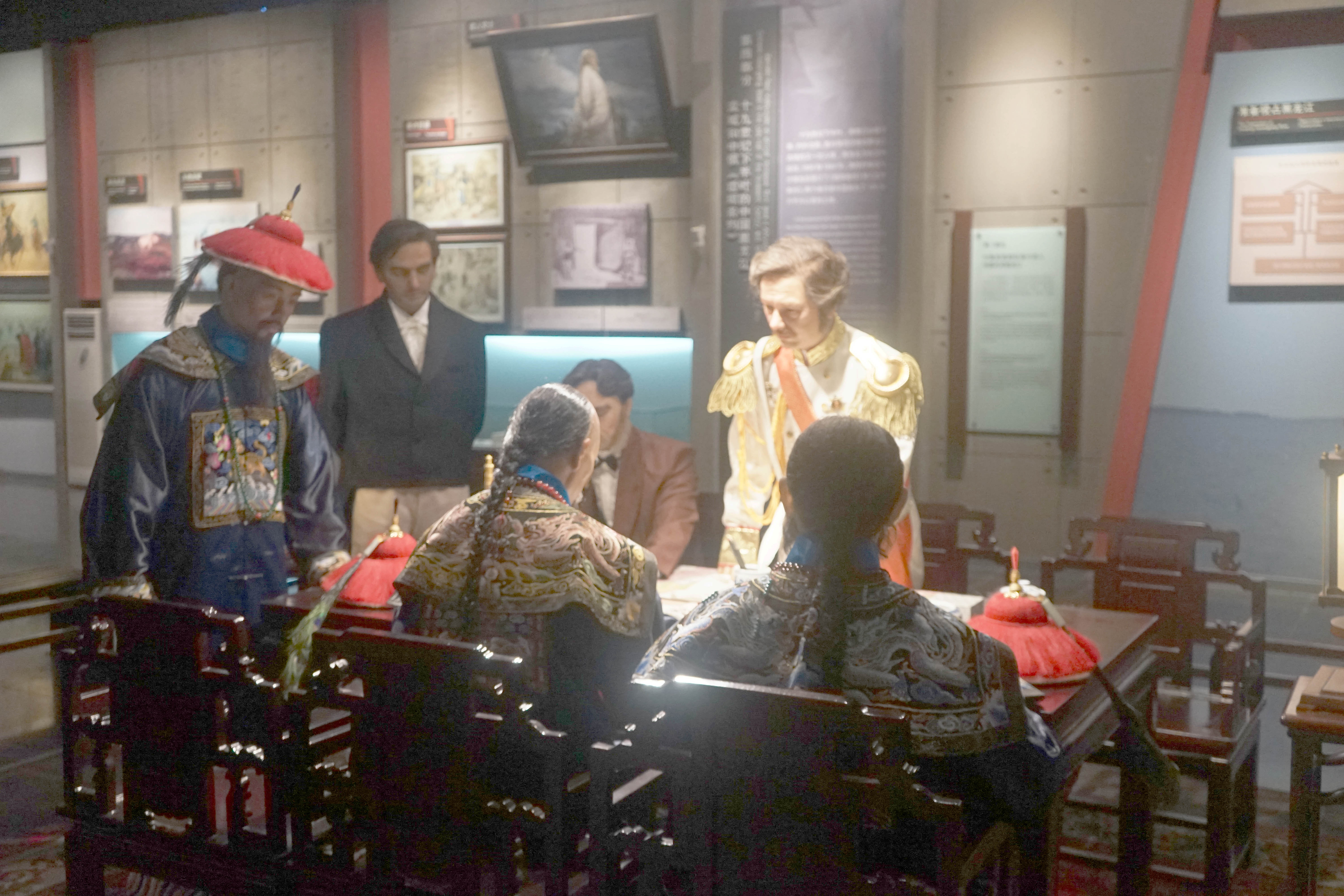
Scen över undertecknandet av Fördraget i Aigun 1858
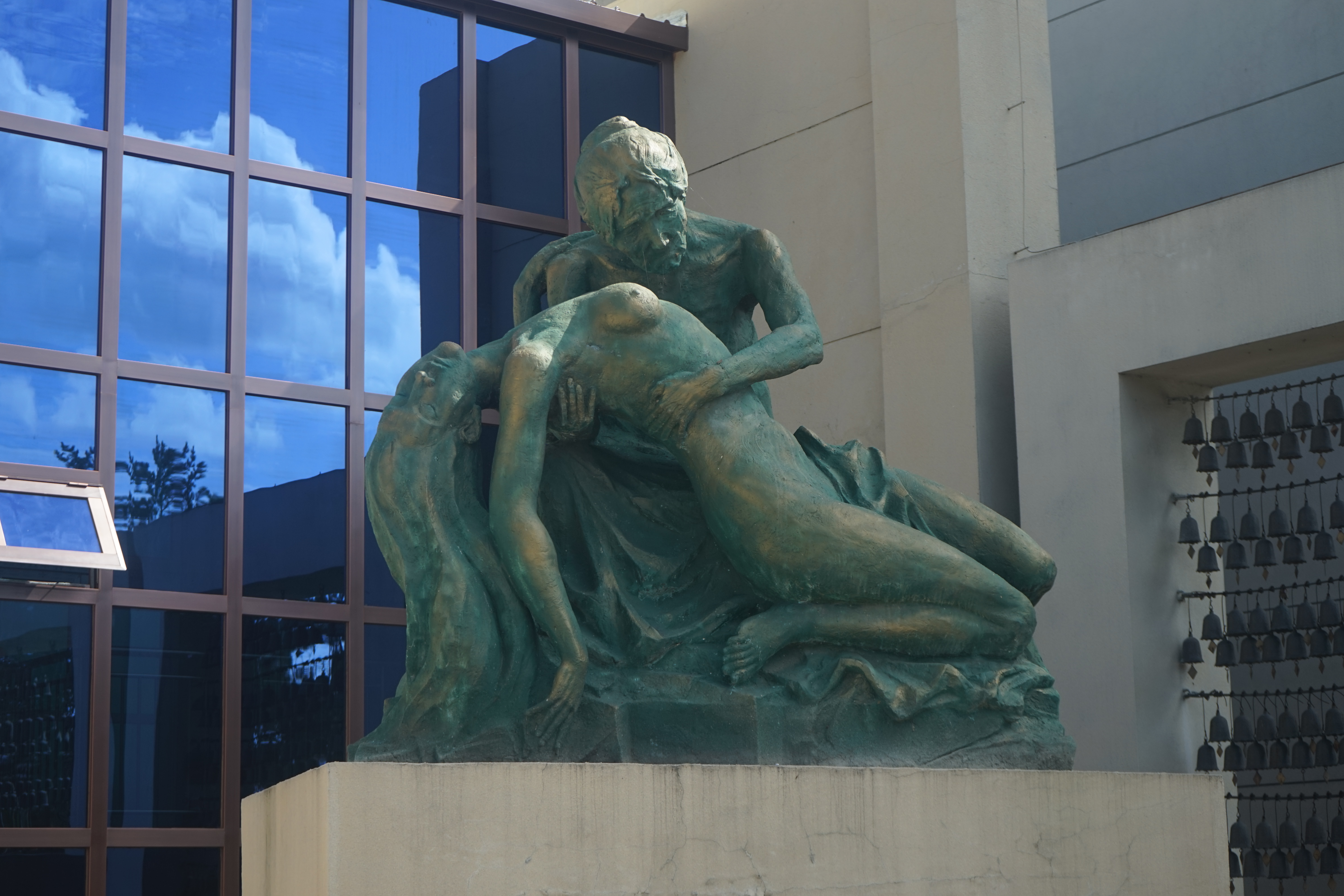
Skulpturen Moder
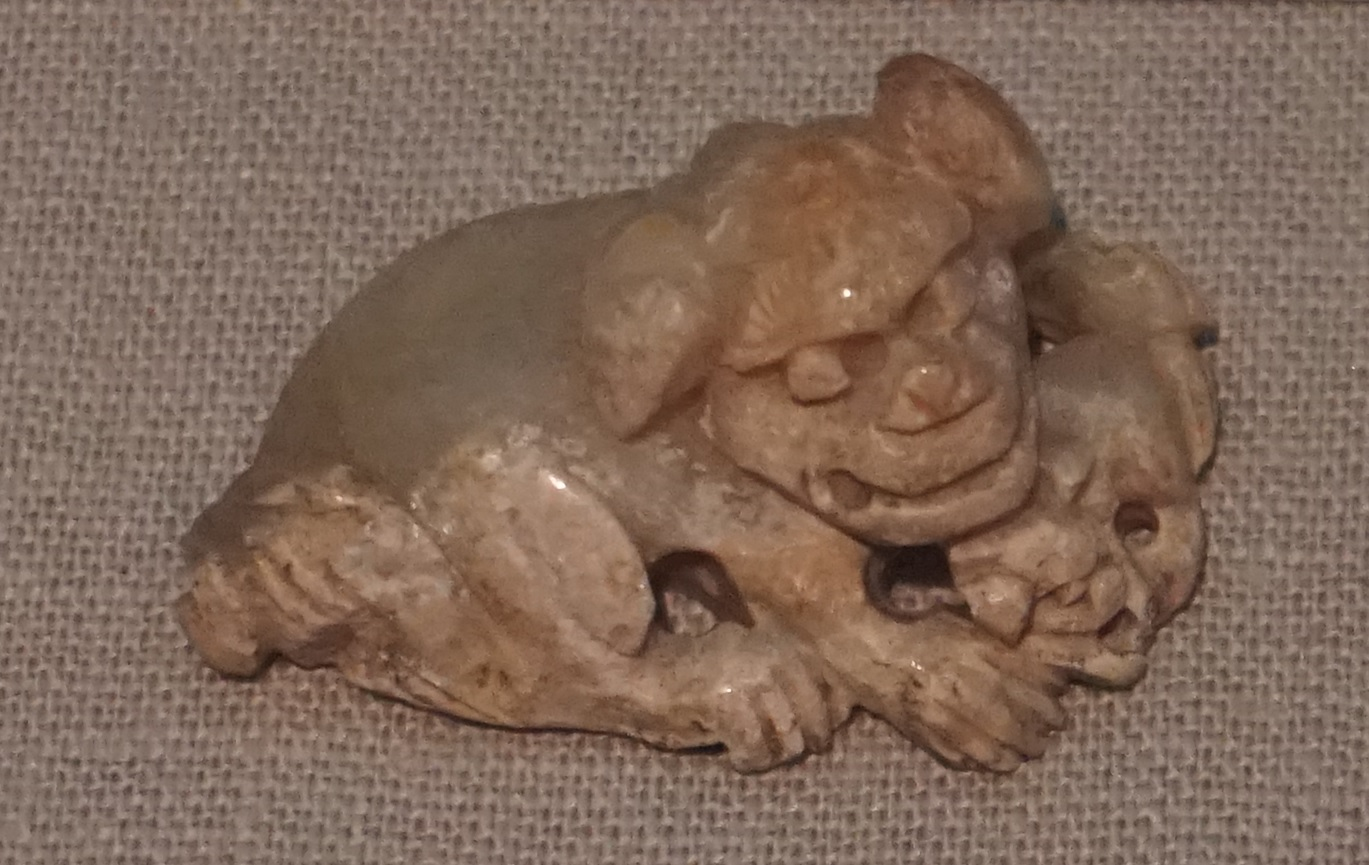
Lejonhona med unge i sten
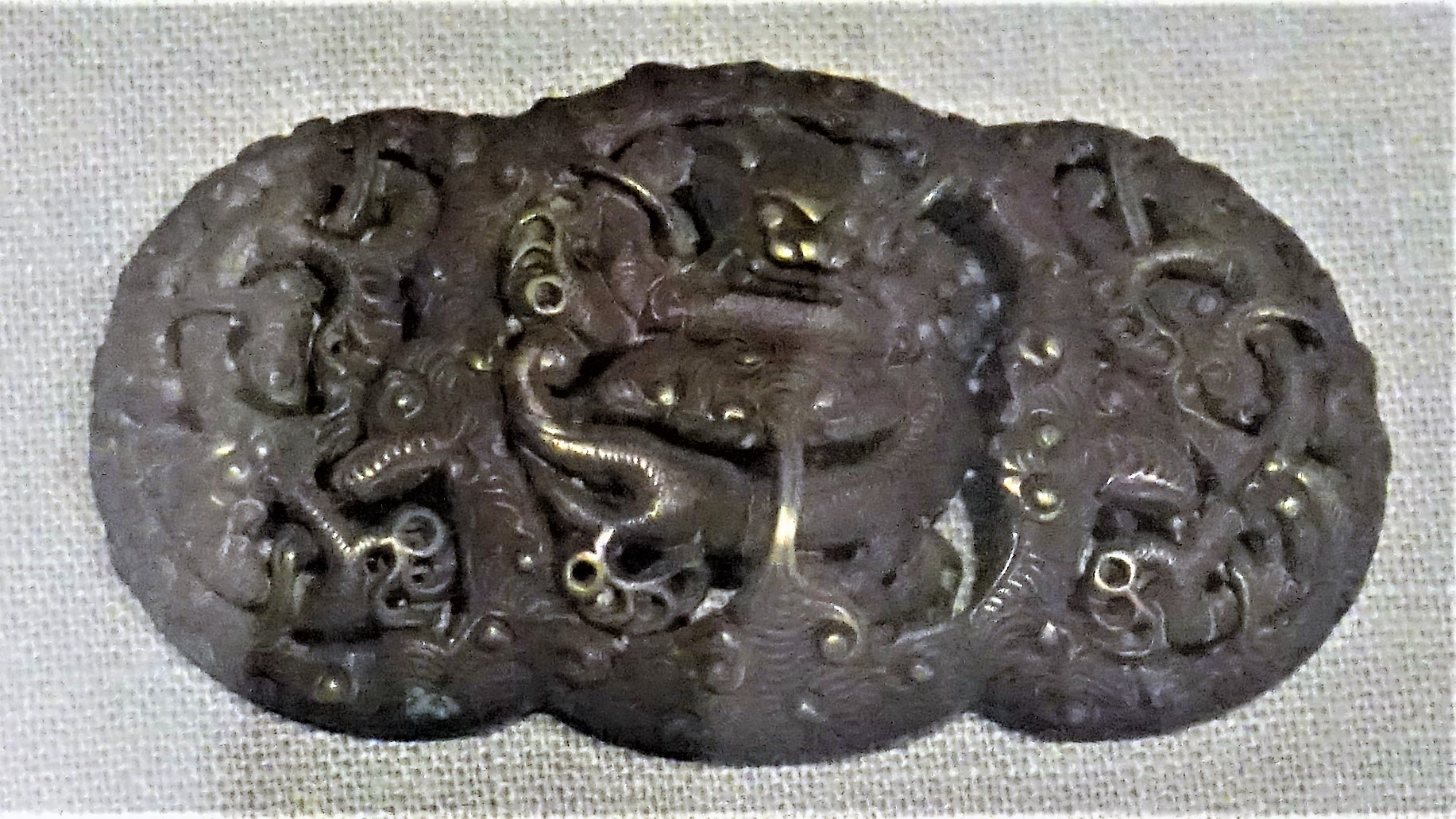
Ornament med drake i brons
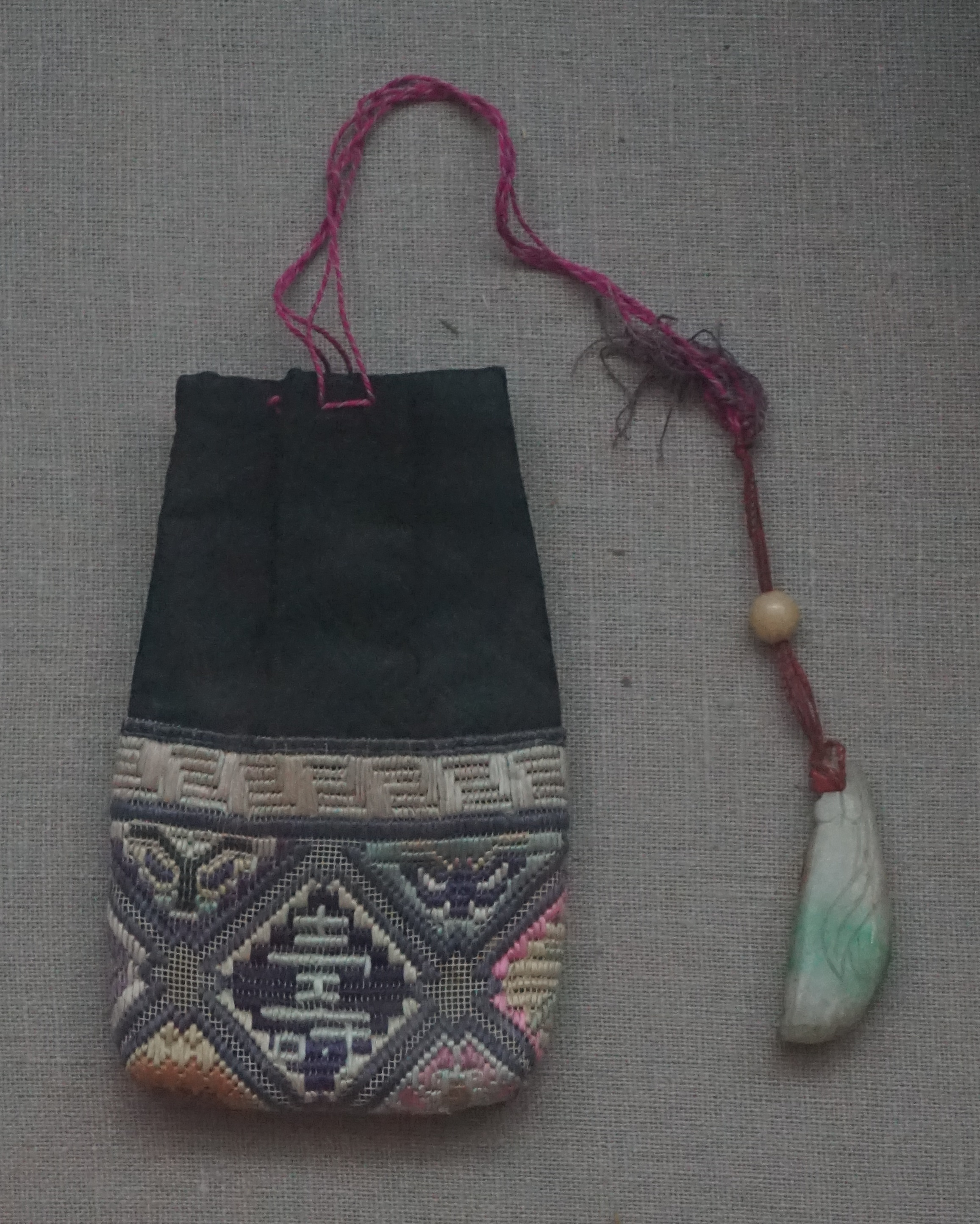
Tobakspung från Manchuriet
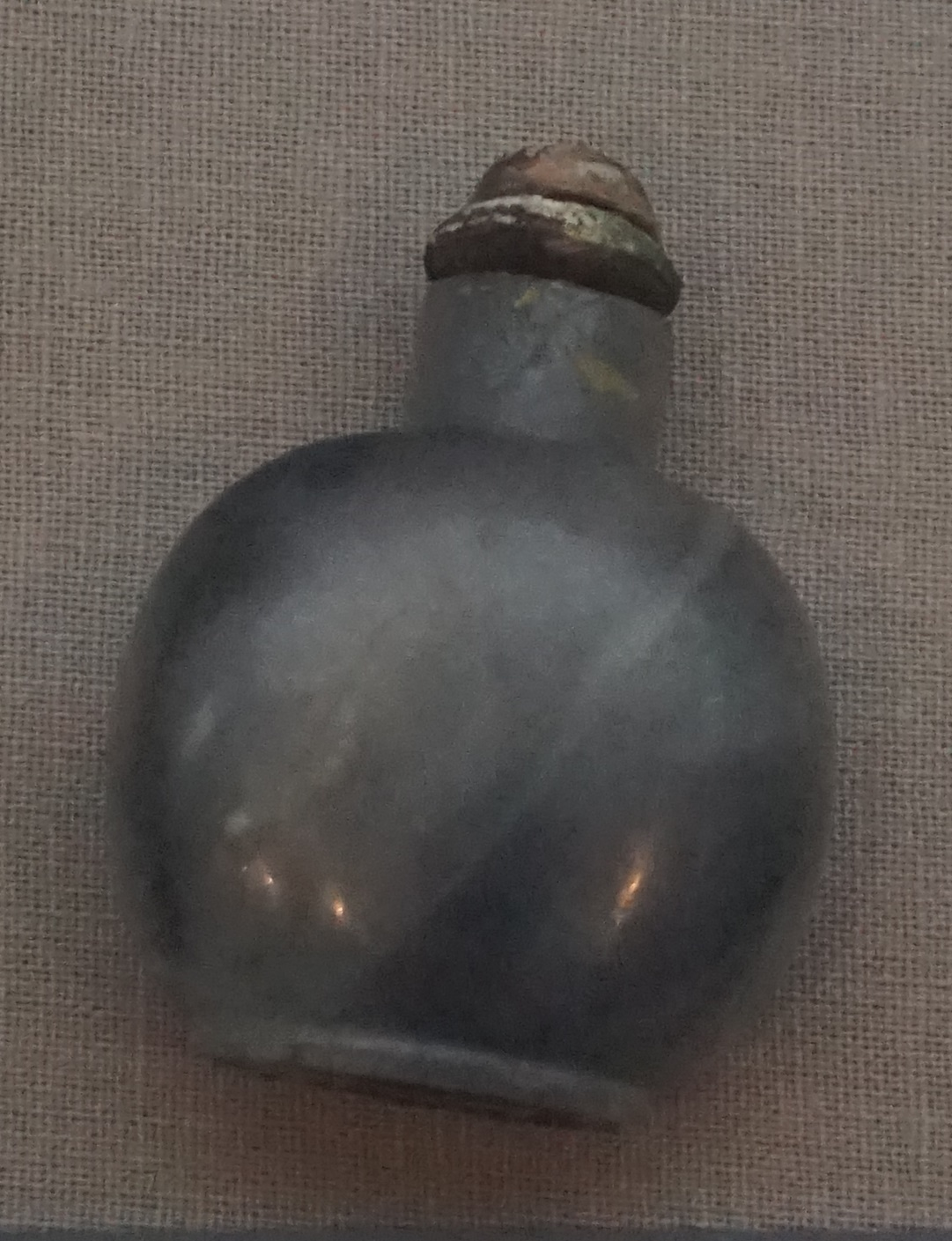
Snusflaska i agat